# Hesychotypa miniata
Hesychotypa miniata är en skalbaggsart som beskrevs av Thomson 1868. Hesychotypa miniata ingår i släktet Hesychotypa och familjen långhorningar.
Artens utbredningsområde är Uruguay. Inga underarter finns listade i Catalogue of Life.